# África Oriental Italiana

Bandeira da África Oriental Italiana

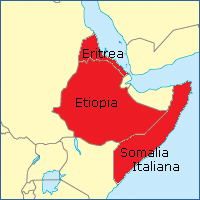
Colônias da África Oriental Italiana

O termo África Oriental Italiana ou AOI referia-se às colônias da Abissínia, Eritreia e Somália Italiana após a Segunda Guerra Ítalo-abissínia, na qual as tropas italianas conseguiram, com muito esforço, invadir o território do que hoje é a Etiópia. No entanto, o termo foi logo abandonado em razão da perda das colônias pela Itália durante a Segunda Guerra Mundial.
Potencialmente, a África Oriental Italiana constituía uma grande ameaça às vias de comunicação e à unidade econômica e militar do Império Britânico, uma vez que a conquista italiana do Sudão e o estabelecimentos de conexões em Cirenaica haviam posto em perigo a importante região do Egito e o Canal de Suez: as forças italianas poderiam romper o eixo britânico entre o Cairo e a Cidade do Cabo.
| Governo     | Capital     | Comissariados | População  | Italianos       | Placa dos carros | Brasão |
| ----------- | ----------- | --- | ---------- | --------------- | ---------------- | ------ |
| Amara       | Gondar      | - Comissariado de Beguemeder - Comissariado de Debre Berhan - Comissariado do Gogiã Oriental - Comissariado de Gondar - Comissariado de Semien - Comissariado do Uolo Jegiu - Comissariado de Uague Lasta - Comissariado do Gogiã Ocidental                                                 | 2 000 000  | 11 103 (0,56%)  | AM               |        |
| Eritreia    | Asmara      | - Comissariado do Acchelè Guzai - Comissariado do Baixoplano ocidental - Comissariado do Baixoplano oriental - Comissariado de Cheren - Comissariado da Dancalia - Comissariado do Hamasien                                                                                                 | 1 500 000  | 72 408 (4,83%)  | ER               |        |
| Harar       | Harar       | - Comissariado de Arussi - Comissariado do Cercer - Comissariado de Dire Daua - Comissariado de Ghimir - Comissariado de Giggiga - Comissariado de Goba - Comissariado de Harar - Comissariado de Adama                                                                                     | 1 600 000  | 10 035 (0,63%)  | HA               |        |
| Gala-Sidama | Gimma       | - Comissariado de Baco - Comissariado do Oeste - Comissariado do Borana - Comissariado de Caffa e Ghimirra - Comissariado de Gimma - Comissariado de Guraghé e Cambattà - Comissariado de Magi e Sciuro - Comissariado do Ometo - Comissariado do Sidamo - Comissariado do Uollega e Gundrù | 4 000 000  | 11 823 (0,3%)   | GS               |        |
| Xoa         | Addis Abeba | | 1 850 000  | 40 698 (2,2%)   | SC               |        |
| Somália     | Mogadíscio  | - Comissariado do Alto Giuba - Comissariado do Baixo Giuba - Comissariado do Alto Scebeli - Comissariado do Baixo Scebeli - Comissariado da Migiurtinia - Comissariado de Mogadiscio - Comissariado do Mudugh - Comissariado do Nogal                                                       | 1 150 000  | 19 200 (1,67%)  | SOM              |        |
| A.O.I.      | Addis Abeba | | 12 100 000 | 165 267 (1,37%) |                  |        |